# Grupo Éxito
Grupo Éxito, também conhecido como Almacenes Éxito S.A., é a maior empresa de varejo da América do Sul, com 2 606 lojas. As lojas vendem uma ampla gama de produtos alimentícios e não alimentícios. Embora originalmente uma fabricante e vendedora de tecidos (sob marcas como Arkitect, People, Bronzini, Pop Rose), recentes aquisições (principalmente nos últimos 10 a 20 anos) diversificaram ainda mais o negócio, tornando-a uma grande mercearia. Em seus hipermercados (o maior deles é a rede Éxito), vende alimentos embalados e perecíveis, além de produtos do tipo loja de departamentos, que variam de eletrônicos a móveis.
Almacenes é a maior cadeia de supermercados da Colômbia.

## História

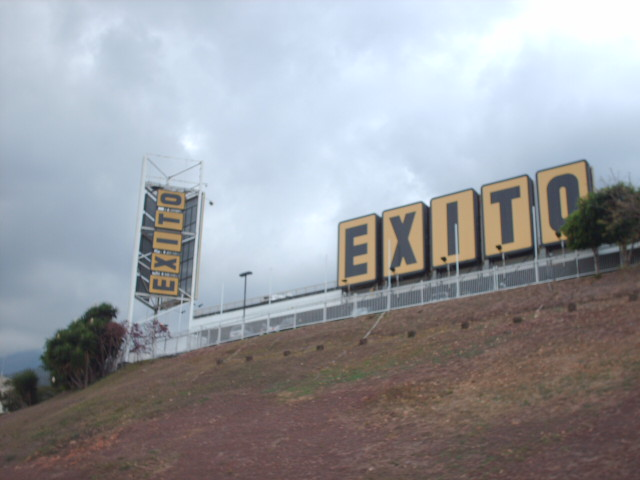
Uma antiga loja Exito na Venezuela, antes de ser desapropriada pelo governo venezuelano, e depois renomeada para Bicentenario

O Grupo Éxito tem suas origens em uma empresa têxtil familiar de Medellín, Colômbia, fundada em 1949 por Gustavo Toro Quintero. O negócio foi nomeado após a palavra espanhola para o sucesso (Éxito). Em 1972, transformou-se em um hipermercado quando adicionou produtos de supermercado e, em 1974, começou a adicionar mais locais (seis anos antes da inauguração do maior local em Bogotá, Colômbia). Em 1994, quando havia quatro grandes locais, abriu o capital nas bolsas de valores de Medellín e Bogotá, mas não se tornou um varejista líder até 1998. Até então, a empresa havia diversificado ainda mais seus negócios, oferecendo serviços relacionados a atendimento oftalmológico e viagens.
O início do século XXI foi marcado por uma série de aquisições começando com uma participação de 80% na operadora de hipermercados venezuelana Cativen (grande parte dos fundos usados foi levantada no final da década de 1990 quando vendeu 25% da empresa ao grupo francês Casino e atraiu investimentos do JP Morgan). No final de 2010, o Groupe Casino detinha 53,89% do Almacenes Éxito (queda de 67% em setembro).
Fundiu-se à Cadenalco (ex-maior varejista da Colômbia) em 2001.
Associou-se à empresa de têxteis e vestuário Didetexco em 2009 (propriedade a 97,75%).
Em 2011 compra as ações do fundo "Spice Investment Mercosur", pertencente ao Grupo Casino, adquirindo as redes uruguaias "Devoto", "Disco" e "Géant". . Já em 2015 adquire participação de 50% no Grupo Pão de Açúcar (que atende vários estados de Brasil) e 100% do Grupo Libertad (de Córdoba, Argentina) 
Em 26 de janeiro de 2024, Casino vendeu a sua participação de 34% no Éxito ao grupo salvadorenho Grupo Calleja por 400 milhões de euros.

## Subsidiárias / Divisões
- Éxito (262 localidades) — Opera hipermercados em toda a Colômbia.
- Carulla — (Controlado pela Almacenes desde 2007, existem 100 lojas de supermercados)[13] Operadora de supermercados que comercializa produtos sob as marcas Surtimax, Vivero, Carulla. Vivero também possui lojas de departamentos e Surtimax
- Shopping Viva
- Pomona — Operador de supermercado
- Surtimax (153 localidades na Colômbia)
- Devoto
- Disco
- Geant
- Libertad

Além disso, a empresa administra lojas de desconto chamadas Bodega.